# Davy Gunst
Pour les articles homonymes, voir Gunst.
Davy Gunst, né le 30 janvier 1995 à Goes, est un coureur cycliste néerlandais.

## Biographie
Il met un terme à sa carrière de coureur à l'issue de la saison 2017,.

## Palmarès sur route
- 2013
  - 1re étape de la Ronde des vallées
  - 3e de la Ronde des vallées
- 2014
  - Grand Prix Maurice Van Snick
- 2015
  - 3e du championnat des Pays-Bas sur route espoirs

## Classements mondiaux
| Année           | 2016  |
| --------------- | ----- |
| UCI Europe Tour | 1126e |